# Charles Darantière

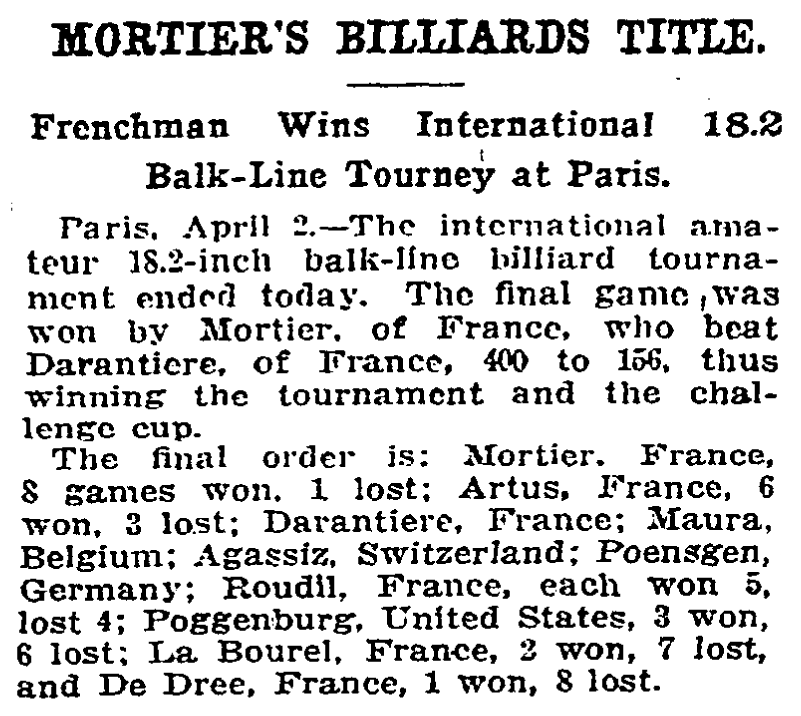
Spielstandbericht der FSFAB-WM 1912

Charles Darantière (* 14. Mai 1865 in Frankreich; † 1. August 1933 in Paris) war ein französischer Karambolagespieler, Autor und Literaturkritiker.

## Karriere

### Billard
Darantières Disziplin war das Cadrespiel. Schon seit der Gründung des ersten europäischen Verbandes 1903, Fédération des Sociétés Françaises des Amateurs de Billard (FSFAB), nahm er an der Weltmeisterschaft teil und gewann bei der ersten Weltmeisterschaft Silber. 1908 gewann er das Herausforderungsmatch gegen Alfred Mortier. Bis zum Ausbruch des Ersten Weltkriegs hatte Darantière an fast allen Weltmeisterschaften teilgenommen und sechs Medaillen gewonnen, nur die Turniere in den USA ließ er aus. Nach dem Krieg musste sich die Billardszene erst wieder aufbauen, Darantière nahm erst 1922 wieder an einer Weltmeisterschaft teil, die er auch gewann, sein einziger offizieller Weltmeistertitel, nachdem bei der Fusionierung der Verbände FSFAB und FFB nur die des letztgenannten anerkannt wurden. Er spielte seine letzte WM 1925, mit 60 Jahren.
Darantière war von 1924 bis 1928 Präsident der FFB, für deren Verbandszeitschrift „Billard Sportif“ er auch schrieb, danach Ehrenpräsident der FFB und UIFAB.

### Literat und Kritiker
Als Amateurspieler war Darantière gezwungen sein Geld anderweitig zu verdienen. Er ging zum Gymnasium Fontanes, heute Lycée Condorcet, bevor er für verschiedene Zeitungen und Zeitschriften als Literaturkritiker arbeitete. Er schrieb aber auch selber Theaterstücke und Operetten. Zu den bekanntesten gehören „Loute“ und „Jeanne qui rit“ – „Sie lacht“, Lustspiel in drei Akten, zusammen mit Maurieu Soulire.

## Sonstiges
Er starb mit 68 Jahren in seiner Wohnung in Paris an einem Herzinfarkt und ist auf dem Friedhof Père-Lachaise begraben.

## Erfolge
- Cadre-45/2-Weltmeisterschaft:  1922
- FSFAB Weltmeisterschaften im Cadre 35/2 und 45/2:  1908 (Herausforderungsmatch)  1904, 1905, 1907  1906, 1911/2
- Französische Dreiband-Meisterschaft:  1922, 1923, 1926

Quellen: 

## Veröffentlichungen
- Angaben zu Charles Darantiere in der Datenbank der Bibliothèque nationale de France.